# Castle Valley (Utah)

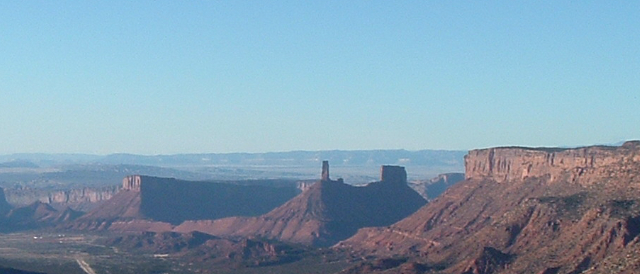
Vista de Valley, Utah.

Castle Valley es una localidad del Condado de Grand, estado de Utah, Estados Unidos. Según el censo de 2000, la población era de 349 habitantes.

## Geografía
Castle Valley está en las coordenadas 38°38′4″N 109°24′38″O / 38.63444, -109.41056.
Según la oficina del censo de Estados Unidos, la localidad tiene un área total de 20,9 km², sin superficie alguna cubierta de agua.

## Demografía
Según el censo de 2000, había 349 habitantes, 158 casas y 85 familias residían en la ciudad. La densidad de población era 16,7 habitantes/km². Había 230 unidades de alojamiento con una densidad media de 11,0 unidades/km².
La máscara racial de la ciudad era 97,13% blanco, 1,15% de otras razas y 1,72% de dos o más razas. Los hispanos o latinos de cualquier raza eran el 2,29% de la población.
Había 158 casas, de las cuales el 19,6% tenía niños menores de 18 años, el 47,5% eran matrimonios, el 5,1% tenía un cabeza de familia femenino sin marido, y el 45,6% no eran familia. El 36,1% de todas las casas tenían un único residente y el 4,4% tenía sólo residentes mayores de 65 años. El promedio de habitantes por hogar era de 2,21 y el tamaño medio de familia era de 2,95.
El 20,6% de los residentes era menor de 18 años, el 5,7% tenía edades entre los 18 y 24 años, el 23,8% entre los 25 y 44, el 40,4% entre los 45 y 64, y el 9,5% tenía 65 años o más. La media de edad era 45 años. Por cada 100 mujeres había 89,7 hombres. Por cada 100 mujeres de 18 años o más, había 95,1 hombres.
La renta media por casa en la ciudad era de 33.068 $, y el ingreso medio para una familia era de 40.500$. Los hombres tenían un ingreso medio de 30.500$ contra 22.500$ de las mujeres. Los ingresos per cápita para la ciudad eran de 19.726$. Aproximadamente el 10,9% de las familias y el 21,9% de la población estaban por debajo del nivel de pobreza, incluyendo el 46,7% de menores de 18 años y el 11,6% de mayores de 65.
- Datos: Q482882
- Multimedia: Castle Valley, Utah / Q482882